# Team Spirit

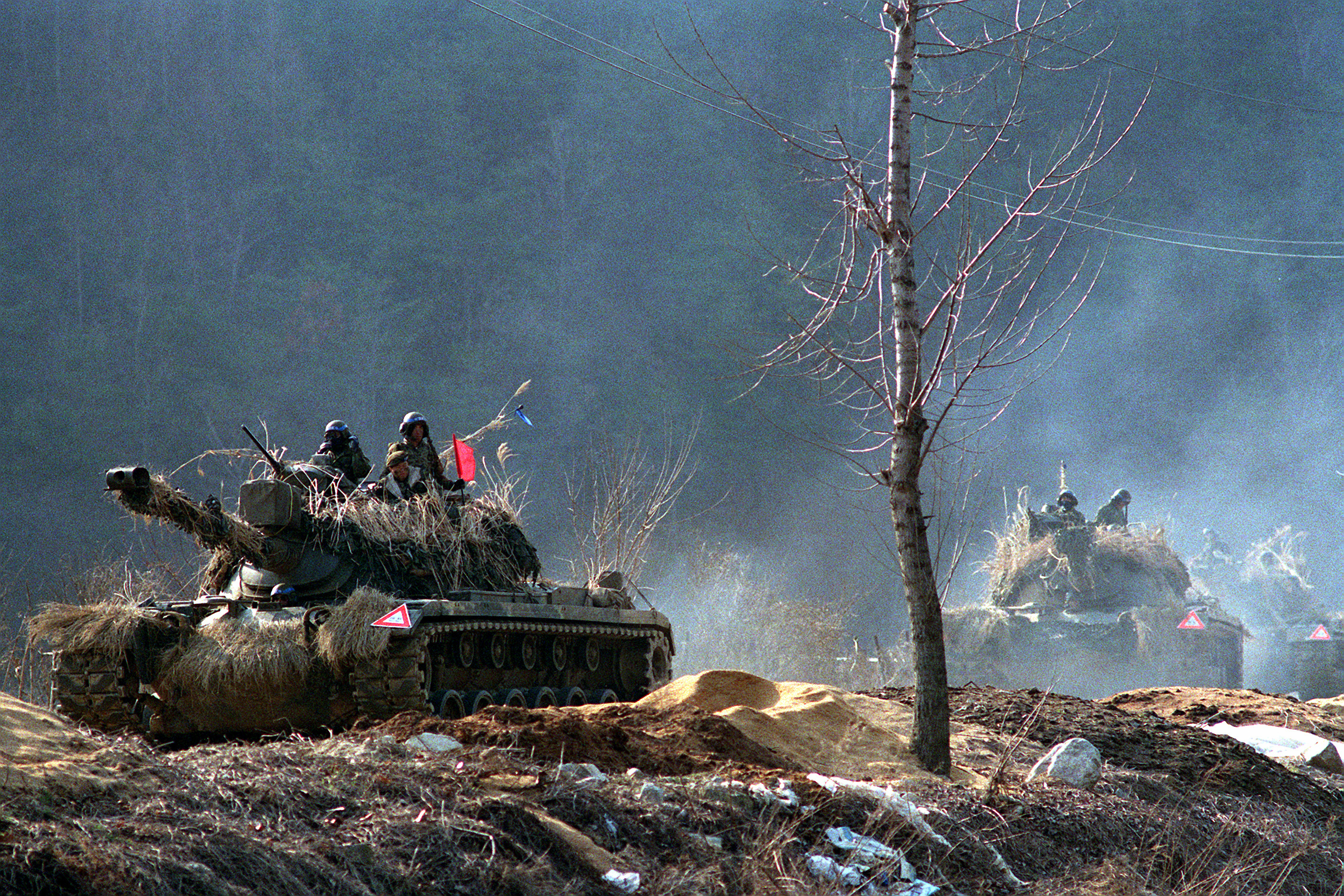
Südkoreanische M48-Panzer während des Manövers Team Spirit 1990

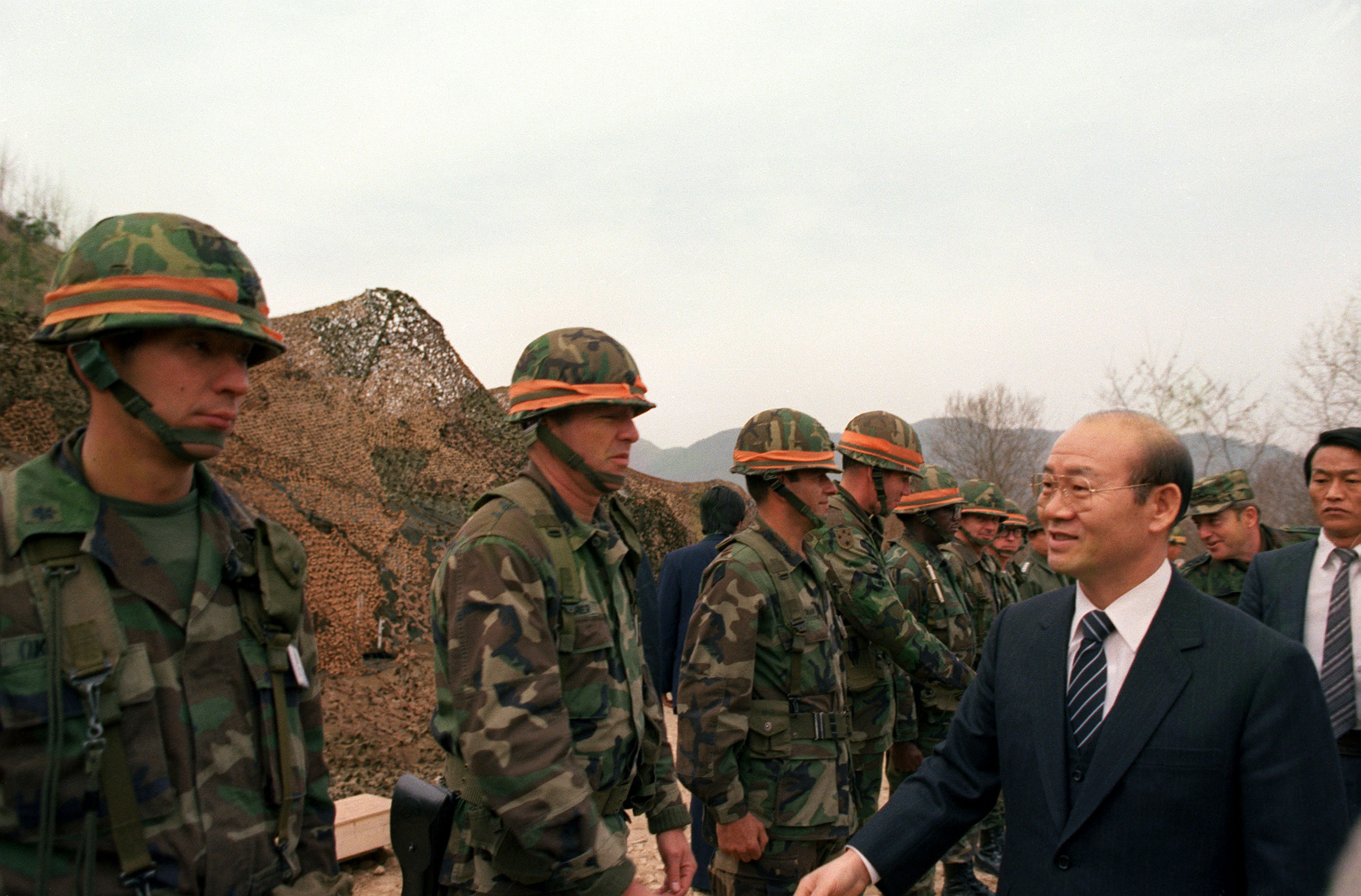
Der damalige südkoreanische Präsident Chun Doo-hwan während Spirit 1983

Unter dem Decknamen Team Spirit wurden von 1976 bis 1993 alljährliche gemeinsame Großmanöver der amerikanischen und der südkoreanischen Armee abgehalten. Bei den Großmanövern sollte das Zusammenwirken südkoreanischer und amerikanischer Truppen erprobt werden.

## Teilnehmerzahl
1993 wurden für das Team Spirit-Großmanöver 120.000 Soldaten mobilisiert.

## Reaktion der KDVR
1992 verlangte der Botschafter der Koreanischen Demokratischen Volksrepublik (Nordkorea) in der VR China, der Süden solle das Team Spirit-Großmanöver absagen, andernfalls würden die Gespräche zwischen den beiden Regierungen und damit die Chancen auf eine koreanische Wiedervereinigung blockiert.